# اوپن‌اس‌ام‌تی‌پی‌دی
اوپن‌اس‌ام‌تی‌پی‌دی (به انگلیسی: OpenSMTPD) نام یکی از زیرپروژه‌های اوپن‌بی‌اس‌دی است. اوپن‌اس‌ام‌تی‌پی‌دی یک پیاده‌سازی از پروتکل SMTP است که برای رساندن و تحویل دادن ایمیل‌ها به مقصد مورد استفاده قرار می‌گیرد. توسعه‌دهندگان اولیه اوپن‌اس‌ام‌تی‌پی‌دی Gilles Chehade و Charles Longeau بودند. از جمله اهداف اوپن‌اس‌ام‌تی‌پی‌دی ایمن بودن، قابل اطمینان بودن، پشتیبانی کردن از قابلیت‌های معمول و رایج، سریع بودن، و ساده بودن تنظیم و پیکربندی آن اشاره کرد. همانند پروژه اوپن‌اس‌اس‌اچ که یکی دیگر از زیرپروژه‌های اوپن‌بی‌اس‌دی است، اوپن‌ان‌تی‌پی‌دی هم در دو نسخه مختلف عرضه می‌شود که یکی مختص اوپن‌بی‌اس‌دی است و نسخه دیگر یک نسخه پرتابل است و برای دیگر سیستم‌عامل‌ها منتشر می‌شود. نسخه پرتابل به عنوان زیرمجموعه نسخه مختص اوپن‌بی‌اس‌دی توسعه می‌یابد و به شکل مستقل منتشر می‌شود. نسخه پورتابل توسط Charles Longeau توسعه می‌یابد و از سیستم‌عامل‌های مختلفی نظیر فری‌بی‌اس‌دی، نت‌بی‌اس‌دی، دراگون‌فلی بی‌اس‌دی و چندین توزیع مختلف لینوکس پشتیبانی می‌کند. کدهای منبع اوپن‌اس‌ام‌تی‌پی‌دی تحت پروانه آی‌اس‌سی منتشر می‌شود و یک نرم‌افزار آزاد است. 

## تاریخچه
مشکلاتی از قبیل پیچیده‌بودن پیکربندی دیمن‌های SMTP، سخت و پیچیده‌بودن بازبینی کدهای منبع آن‌ها و داشتن پروانه‌ای کپی‌لفت که برای پروژهٔ اوپن‌بی‌اس‌دی قابل استفاده نیست، انگیزه‌ای برای توسعهٔ اوپن‌اس‌ام‌تی‌پی‌دی شدند. اوپن‌اس‌ام‌تی‌پی‌دی برای حل کردن این مشکلات توسعه داده شد. اوپن‌اس‌ام‌تی‌پی‌دی اولین بار در نسخه ۴٫۶ اوپن‌بی‌اس‌دی ظاهر گشت. اولین نسخه اوپن‌اس‌ام‌تی‌پی‌دی برای نسخه ۵٫۳ اوپن‌اس‌ام‌تی‌پی‌دی برنامه‌ریزی شده بود و در حال حاضر برای استفاده در محیط‌های عملیاتی به اندازه کافی به پایداری رسیده است.